# 二十歳の恋 (アルバム)
「二十歳の恋」（はたちのこい）は、小島麻由美の2枚目のオリジナル・アルバム。規格品番：PCCA-00982。1996年9月20日にポニーキャニオンから発売された。

## 内容
先行シングル「真夏の海」のアルバムMIXバージョンを含む全10曲は小島とASA-CHANGの共同プロデュースによって制作された。

## 収録曲
全作詞・全作曲・編曲（2,6,8,10）：小島麻由美／編曲：小島麻由美・小林正弘（1）小島麻由美・朝倉弘一（3,7）松本治（4）ケイブ・ゲイズ・ワゴン（5）野崎貴郎（9）
1. あの娘の彼　3:53
2. 真夏の海（アルバムMIXバージョン）　3:52
  - カルビー「夏ポテト」CF曲。
  - 東北新社配給映画「アタシはジュース」挿入歌。
3. 飾窓の少女　2:55
4. パレード　3:30
5. 移動式遊園地　2:23
6. マイモンキーはブルー　2:51
7. 二十歳の恋　2:24
8. 私の誕生日　3:34
9. さよなら、カエル　4:09
10. 月夜のブルース　2:01